# شهرستان هویشوی
شهرستان هویشوی (به لاتین: Huishui County) یک منطقهٔ مسکونی در چین است که در کیانان بویای اند میاو واقع شده‌است.